# Xenoligea montana
A Xenoligea montana a madarak osztályának verébalakúak (Passeriformes) rendjébe és a Phaenicophilidae családjába tartozó Xenoligea nem egyetlen faja.

## Rendszerezés
Legközelebbi rokona a Microligea nembe tartozó Microligea palustris.

## Előfordulása
Hispaniola szigetén, a Dominikai Köztársaság és Haiti területén honos. A természetes élőhelye szubtrópusi és trópusi síkvidéki és hegyi erdők és bokrosok. Állandó, nem vonuló faj.

## Megjelenése
Átlagos testhossza 13,5 centiméter, testtömege 13.2 gramm. A feje szürke, háti része olívzöld, hasi része fehér.